# 胡徳済
胡 徳済（胡德濟、こ とくさい、生没年不詳）は、元末明初の軍人。字は世美。

## 生涯
胡大海の養子とされた。胡大海に従って朱元璋に帰順した。至正18年（1358年）、婺州攻撃に従軍し、陽動をつとめ、元兵を梅花門外で撃破し、その将の季弥章を捕らえて、名を知られるようになった。至正20年（1360年）、胡大海が信州を攻略すると、徳済は朱元璋により行枢密院同僉とされ、信州を守った。陳友諒の将の李明道が信州を攻撃してくると、徳済は兵を率いて防戦した。胡大海が援軍を率いてやってくると、徳済はともに李明道の軍を挟撃し、李明道とその宣慰の王漢二を捕らえた。至正22年（1362年）、胡大海が蔣英に殺害されると、処州の降将の李祐之が院判の耿再成を殺害して離反した。張士誠は浙東の乱を聞いて、その弟の張士信を派遣して諸全を攻撃させた。徳済は信州から救援に赴き、敵の緩みに乗じて諸全に入城した。知州の欒鳳や院判の謝再興とともに分かれて門を守備した。夜半、敵の不意をついて出戦し、張士信の陣営を分断して、敵を敗走させた。浙江行省参知政事に抜擢され、新城に移駐した。至正25年（1365年）、張士誠の将の李伯昇が軍を率いて進攻してくると、徳済は新城を固く守って、李文忠に援軍を求めた。李文忠が救援に駆けつけると、徳済は出兵して李伯昇の軍を挟撃し、撃破した。
ときに徳済の部下でひそかに家を新城に移させた者があり、李文忠は徳済がそうさせたのではないかと疑った。そこでその都事の羅彦敬を処刑し、徳済への戒めとしようとした。将士たちはみな怒って徳済に訴えたが、徳済は笑ってその不満を退けた。朱元璋は徳済を召し出して褒めさとし、李文忠には将士の心を失ったことを叱責して、「胡徳済の度量にはおまえは及ばない」といった。徳済は浙江行省右丞に抜擢され、駿馬を賜った。しばらくして浙江行省左丞に転じ、杭州に移鎮した。洪武3年（1370年）、徐達に従って定西に進出したが、徳済の軍は敗北した。徐達は徳済の部将数人を斬り、徳済には首枷をつけて南京に送還した。洪武帝（朱元璋）は徳済の旧功を鑑みて、敗北の罪を赦した。徳済は都指揮使として復帰し、陝西に駐屯した。ほどなく死去した。